# 戴夫·霍克蒂
大衛·"戴夫"·霍克蒂（英語：David "Dave" Hockaday，1957年11月9日—）是一名英格蘭前足球運動員，場上司職翼鋒或右閘，退役後擔任教練工作。
霍克蒂球員曾經分別效力黑池、史雲頓、侯城、史篤城和梳士貝利。退役後他成立英格蘭首間足球學院，並曾擔任屈福特的一隊教練和修咸頓的青年軍教練；其後在全國聯的格林森林流浪任職領隊四年，直到2014年6月獲英冠球會列斯聯招攬接任主教練，惟僅執教6場便因成績差劣而被辭退，任教成績為兩勝四負。2015年2月2日，獲英甲球會高雲地利聘請擔任青年軍發展教練直到球季結束。2015年2月23日，於領隊斯蒂文·普莱斯利（Steven Pressley）被辭退後與助理領隊尼爾·麥法蘭尼（Neil MacFarlane）暫代職務。
霍克蒂於任職屈福特U18青年軍期間成功訓練出艾殊利·楊格和兩名國腳級球星。

## 榮譽
史雲頓
- 英格蘭丁組聯賽冠軍：1985/86年；
- 英格蘭丙組聯賽附加賽冠軍：1986/87年；

史篤城
- 英格蘭乙組聯賽冠軍：1992/93年；

梳士貝利
- 英格蘭丙組聯賽冠軍：1993/94年；

## 外部連結
- Hornets are stirred up by their academy
- 足球数据库：戴夫·霍克蒂的球员统计数据